# 短距粉蝶蘭
短距粉蝶蘭（学名：Platanthera brevicalcarata）为蘭科粉蝶蘭屬下的一个种。

## 扩展阅读
- 維基物種上的相關：短距粉蝶蘭